# Разгром ихэтуаней в Южной Маньчжурии
Разгром ихэтуаней в Южной Маньчжурии (кит. трад. 沙俄入侵東北, упр. 沙俄入侵东北, пиньинь Shā'é rùqīn dōngběi) — эпизод восстания ихэтуаней, связанный с действиями русских войск, размещавшихся в Квантунской области.

## История
В начале июня 1900 года в Квантунской области находилось около 23 тысяч русских солдат и офицеров сухопутных войск. 3 июля Е. И. Алексеев объявил китайскому населению о том, что все те, кто будет пытаться организовать беспорядки, будут жестоко наказаны. 7 июня Квантунская область была переведена на военное положение. По высочайшему повелению Алексееву было разрешено призывать на службу чинов запаса, проживающих в области.
14 июня по приказу Алексеева русские войска без боя заняли находившийся по соседству с Квантунской областью город Циньедоу. С 15 июня начались работы по укреплению самой узкой части перешейка Гуаньдунского полуострова — так называемой «цзиньчжоуской позиции», на которой были установлены 51 орудие, 8 пулемётов, 3 ракетные батареи. 17 июня всем жителям Квантунской области, кроме европейцев, под угрозой военного суда было приказано сдать оружие.
К середине июля войска Квантунской области вели упорные бои с регулярной китайской армией. К концу июля русские разгромили китайские части между Порт-Артуром и Инкоу, и восстановили движение на этом участке КВЖД. Параллельно русские войска начали наступление на восток, чтобы выбить китайские войска с побережья до границы с Кореей, однако до середины августа не смогли продвинуться далее посёлка Бицзыво.
14 августа Алексеев получил телеграмму от военного министра, в которой сообщалось Высочайшее повеление о наступлении Южно-маньчжурского отряда к Мукдену. Операция возлагалась на генерал-лейтенанта Д. И. Суботича с подчинением ему всех войск в Южной Маньчжурии. Под началом Суботича собралось 18,5 батальонов, 68 полков при 18 осадных орудиях, два эскадрона кавалерии, две казачьих сотни, три сапёрные роты, одно телеграфное отделение, полтора артиллерийских и один инженерный парк.
10 сентября выступил авангард под командованием генерал-майора С. Н. Флейшера. На следующий день был занят город Старый Нючжуан. 14 сентября русский отряд выбил китайцев с позиций у реки Шахэ. 15 сентября отряд двинулся к Ляояну, но на полпути ему преградили дорогу китайские войска, занявшие выгодную позицию по длинному труднодоступному кряжу. В результате боя китайцы были разгромлены, и без боя очистили Ляоян.
18 сентября русские войска остановились на ночлег в 10 верстах от Мукдена, где Суботичем было получено прошение от мукденских купцов и христиан о скорейшем занятии города, в котором сообщалось, что губернатор Шоу Шань и прочие чиновники уже три дня как бежали, в результате чего в городе царит безвластие, чернь громит дома. Поэтому войска двинулись вперёд, и к ночи город был в русских руках. На следующий день в Мукденский дворец торжественно вступил генерал Суботич.
26 октября начальником Южно-Маньчжурского отряда был назначен генерал-лейтенант К. В. Церпицкий. После занятия Ляоси основные усилия были направлены на восточную часть Ляодуна, где первоочередной задачей стало занятие расположенного на пути в Корею города Фэнхуанчэн. Для этой цели в Ляояне был сформирован отряд из 6 рот пехоты, 3 казачьих сотен, 1 эскадрона кавалерии и 8 орудий под командованием генерала Г. К. Штакельберга. 14 ноября передовой конный отряд достиг Фэнхуанчэна, а на следующий день туда вступил генерал Штакельберг с основными силами. 23 ноября отряд Штакельберга подошёл к городу Дагушань, затем повернул на запад и занял город Сюянь. К концу ноября русские войска вернулись на КВЖД.
Отряд полковника П. И. Мищенко выдвинулся на восток от Мукдена, 26 ноября вошёл в город Синцзин, а 5 декабря успешно вернулся в Мукден.